# Museo Soane
El Museo de sir John Soane (Sir John Soane's Museum), a menudo abreviado como Museo Soane (Soane Museum) es una casa-museo o «museo-casita de ambiente», especializado en Arquitectura, que fue anteriormente el domicilio y estudio del arquitecto neoclásico Sir John Soane. Debe su fama no sólo a la riqueza de sus colecciones, sino también a su peculiar estética. Se encuentra ubicado en el distrito de Holborn en el centro de Londres, Inglaterra, por encima de Lincoln's Inn Fields. 

## Colección
El Museo contiene muchos dibujos y modelos de los proyectos del arquitecto Soane y las colecciones de pinturas, dibujos y antigüedades que él reunió. La institución fue establecida ya en vida de Soane por una ley privada del Parlamento de 1833, que surtió efectos cuando él falleció (1837). 
El Museo es citado con frecuencia por su estética recargada y casi tétrica, con una superposición de elementos escultóricos que recuerda a los grabados de Piranesi. De acuerdo a su gusto ecléctico y abigarrado, Soane acumuló copias en yeso de múltiples relieves y esculturas de la Antigüedad, y las adosó a las paredes formando chocantes puzles. 
Las colecciones incluyen aproximadamente 30.000 dibujos de arquitectura, que van desde un libro de dibujos de casas isabelinas por John Thorpe hasta la mayor colección de dibujos originales de Robert Adam. También hay maquetas arquitectónicas. 
En cuanto a la colección de pintura, la obra más conocida es la de William Hogarth: los ocho lienzos de La vida de un libertino (The Rake's Progress) y las cuatro de su famosa sátira política La campaña electoral basada en la elección parlamentaria de Oxford de 1754. Hay también obras de Canaletto, Antoine Watteau, Samuel Scott, J.M.W. Turner, Joshua Reynolds, Thomas Lawrence, Henry Howard, Henry Fuseli, Richard Westall, James Durno, Francis Bourgeois o William Hilton.
Otra obra importante de la colección es Los Comentarios de Grimani, un libro ilustrado en el siglo XVI por el miniaturista Giulio Clovio. 

### Sarcófago de Seti I
El sarcófago de alabastro de Seti I fue descubierto en Egipto por Giovanni Battista Belzoni en 1817, quien intentó venderlo al Museo Británico. Tras su negativa, Soane lo compró por 2 000 libras esterlinas en 1824, convirtiéndose en una de las joyas del museo. El sarcófago llegó a Londres en 1825 y se ubicó en el sótano del museo, en lo que Soane llamaba la «Cámara sepulcral». Después de que se agregara a la colección tuvo lugar una fiesta de tres días de duración para celebrar el acontecimiento.

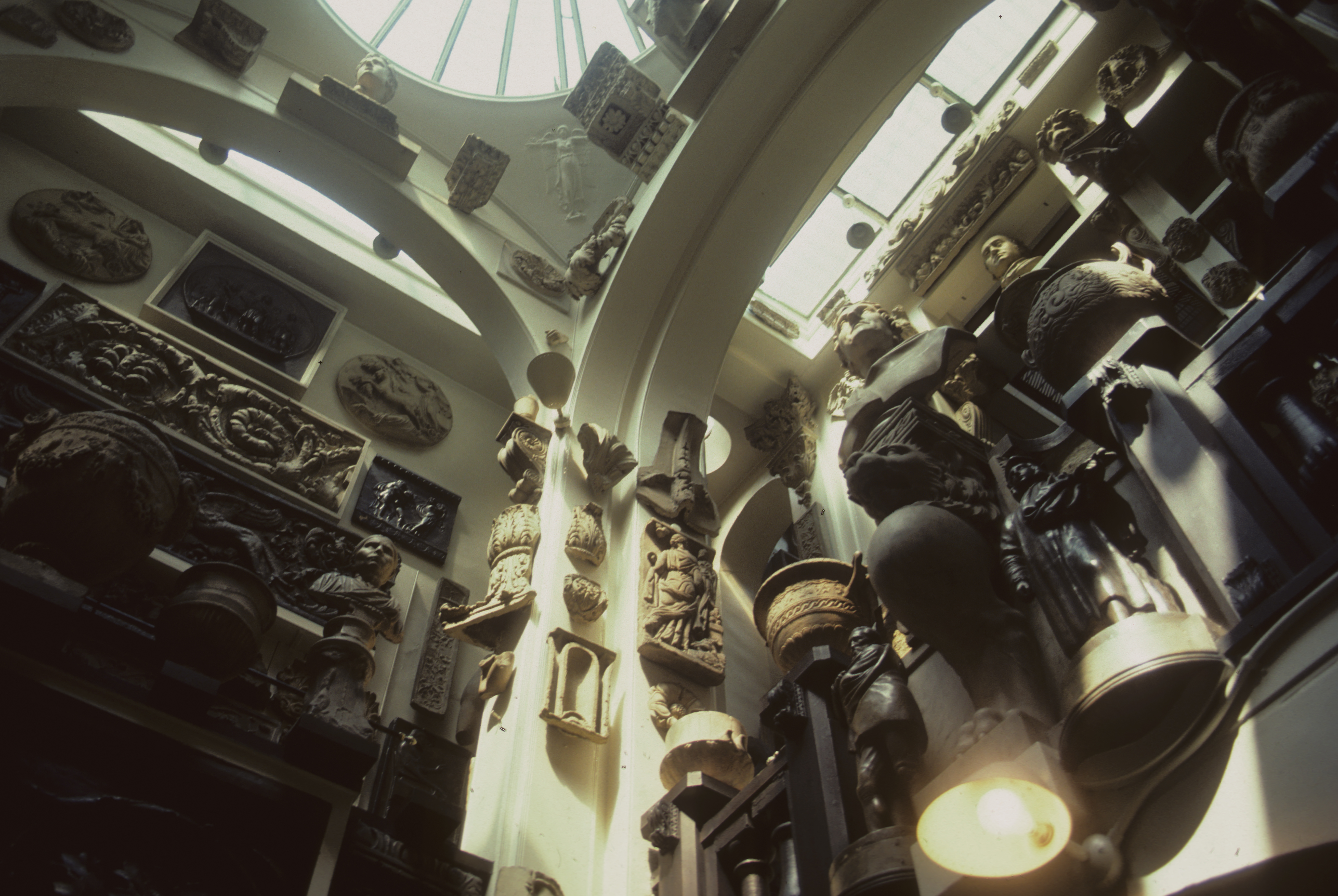
Interior del Museo Soane, con múltiples relieves adosados en las paredes.